# トレセーナ

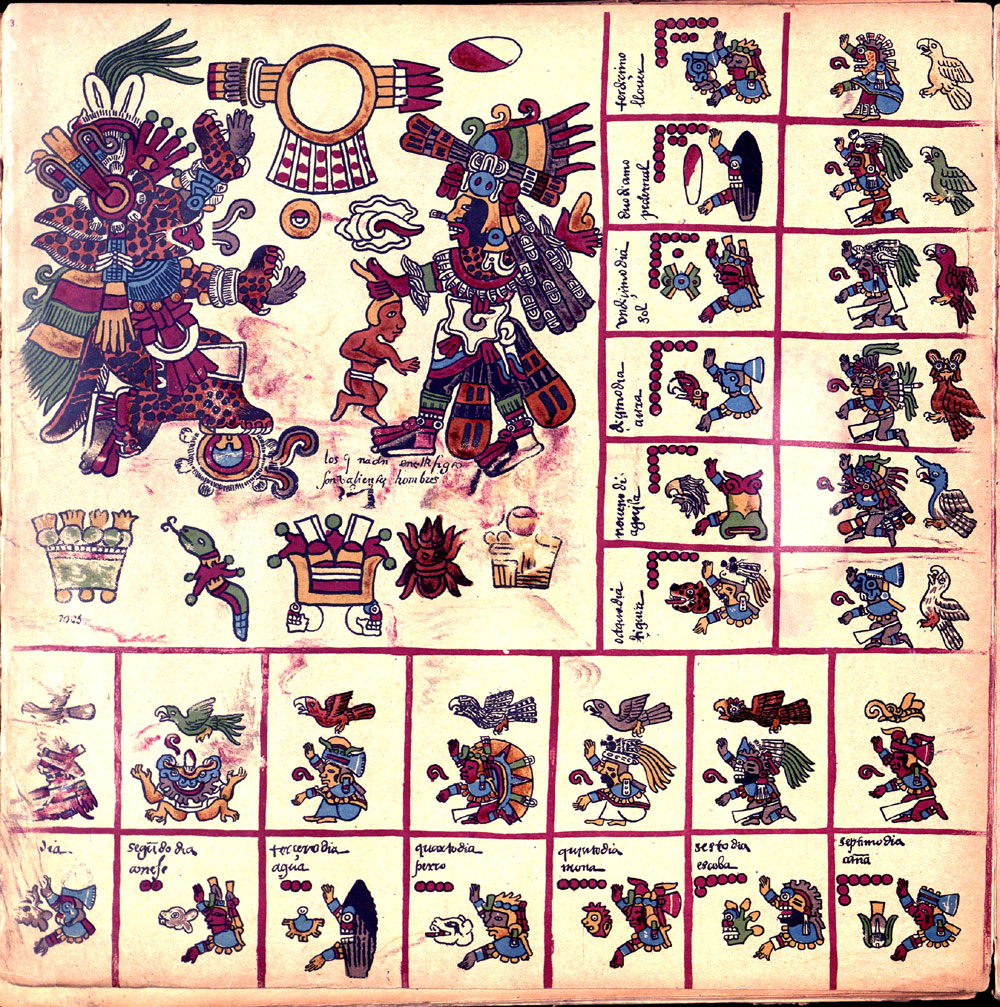
ブルボン絵文書より1のシカのトレセーナ

トレセーナ（trecena）とは、アステカ暦の260日周期（トナルポワリ）について記した書物（トナラマトル）における単位で、13日間をいう。
トレセーナは運勢を知る上で重要な役割を果たした。

## 概要
トレセーナとはスペイン語で「13のまとまり」を意味する。ナワトル語で何と呼んだかはわかっていない。
トナルポワリは1から13までの数字によって呼ばれる13日周期と、名前によって呼ばれる20日周期の組み合わせだが、各トレセーナは、その最初の日の名前によって20種類に分かれ、それぞれ異なる運勢を持ち、異なる神が支配する。
トナラマトルでは1つのトレセーナを1ページにまとめ、トレセーナ全体の神や運勢と、構成する13日それぞれについて日付・13日の主・13の神聖な鳥・夜の九王を記す。代表的なトナラマトルにはオーバン・トナラマトルやブルボン絵文書がある。フィレンツェ絵文書もトレセーナについて記している。

## 一覧
ミラーとタウベによる。
| 番号 | 名称        | 神                                                                |
| ---- | ----------- | ----------------------------------------------------------------- |
| 1    | 1のワニ     | トナカテクトリ                                                    |
| 2    | 1のジャガー | ケツァルコアトル                                                  |
| 3    | 1のシカ     | テペヨロトルまたはケツァルコアトルまたはトラソルテオトル          |
| 4    | 1の花       | ウェウェコヨトルまたはマクイルショチトル                          |
| 5    | 1の葦       | チャルチウトリクエとトラソルテオトル                              |
| 6    | 1の死       | トナティウとテクシステカトル                                      |
| 7    | 1の雨       | トラロックとチコメコアトルまたは4の風                             |
| 8    | 1の草       | マヤウェルとショチピリまたはシンテオトル                          |
| 9    | 1のヘビ     | トラウィスカルパンテクトリまたはシウテクトリ                      |
| 10   | 1の石刀     | トナティウとミクトランテクトリ                                    |
| 11   | 1のサル     | パテカトルとクァウトリオセロトル                                  |
| 12   | 1のトカゲ   | イツトラコリウキ                                                  |
| 13   | 1の動き     | イシュクイナまたはトラソルテオトルと テスカトリポカまたはワクトリ |
| 14   | 1のイヌ     | シペ・トテックとケツァルコアトル                                  |
| 15   | 1の家       | イツパパロトル                                                    |
| 16   | 1のコンドル | ショロトルとトラルチトナティウまたは4の動き                       |
| 17   | 1の水       | チャルチウトトトル                                                |
| 18   | 1の風       | チャンティコと1の葦か1のワニ                                      |
| 19   | 1の鷲       | ショチケツァルとテスカトリポカ                                    |
| 20   | 1のウサギ   | イスタパルトテックとシウテクトリ                                  |